# Candidate Profiling
Als Candidate Profiling versteht sich eine Rekrutierungsstrategie im Bereich Human Resources, die durch die Annäherung an die Lebenswelt der Zielgruppe geeignete Kandidaten identifizieren, aufspüren und gewinnen will. Profiling lehnt sich dabei an das kriminalistische Verständnis von „Ermitteln“ an („Erstellung des Gesamtbildes einer Persönlichkeit aus vielen Einzeldaten, die für sich genommen wenig aussagekräftig sind“), weniger an das im HR-Bereich verbreitete Verständnis einer Stellenbesetzung auf der Basis von Personaldiagnostik (= Jobmatch, berufliches Profiling).

## Hintergrund
Der Bereich Human Resources ging lange Zeit von relativ statischen Persönlichkeitsclustern innerhalb seiner Zielgruppendefinition aus. Das Candidate Profiling lehnt sich daher an die Prämisse an, Menschen nicht nach dem Geburtsjahrgang bzw. nach Generation zu clustern (mittels Präferenz-Analysemodellen, z. B. die Generation Y), sondern nach Lebensphasen. Weiterhin entstehen durch die zunehmende Diversifizierung der Gesellschaft, v. a. durch den demografischen Wandel und Gender Shift, neue Zielgruppen, die durch traditionelle hermetische Modelle nicht abzudecken sind.

## Methodik
Das Candidate Profiling dient als probate Methode, um einen Unbekannten anhand von Daten möglichst exakt zu beschreiben.
Während beim klassischen Jobmatch (berufliches Profiling) nur Anforderungen an die Person mit Kenntnissen über sie kombiniert und daraus ein Fazit in Bezug auf die Passung zum Arbeitgeber gezogen werden, ist Candidate Profiling eine holistische Methode zur Beurteilung des Kandidaten. Lebensentwürfe und die Lebenswelt von Kandidaten werden berücksichtigt, nicht nur Hard Skills und Soft Skills.
Das Recruiting kann diese Daten bereits beim Onboarding, etwa durch ein strukturiertes Einstellungsinterview oder einen Fragebogen erheben. Weiterhin können die Fokusgruppe, die Mitarbeiterbefragung sowie das Austrittsgespräch hierfür genutzt werden. Innerhalb dieser gesammelten Daten werden musterhafte semantische Merkmalsinterpretationen vorgenommen, indem Parameter wie „Wohnort“, „Freizeit“, „Werte“, „Konsum“, „Familienstand“, „Einstellungen“, „Ziele“, „Emotion“, „Wünsche“, „Mobilität“, „Finanzen“, „Musik“ miteinander verknüpft werden.
Die Ausbildung von signifikanten Tendenzen ermöglicht es dem Recruiting, bei der Kandidatenansprache/-findung künftig „passgenauer“ zu agieren. Anschließend müssen entsprechende Antworten sprachlich interpretiert und daraus Kommunikationsstrategie und Medien für eine differenzierte linguistische Zielgruppenansprache abgeleitet werden. Dies bezieht sich u. a. auf die Parameter
- Bildwelten, Visuals
- Formate, Medien
- Stil, Tonality
- Themen, Inhalte
- Botschaften, Claims
- Visionen, Werte

## Ziele
Die Erkenntnisse aus dem Candidate Profiling begründen die Ausrichtung der künftigen „differenzierten Zielgruppenansprache“, die bereits 2010 von Birgit Sponheuer im Rahmen ihres Beitrags zum Employer Branding als Bestandteil einer ganzheitlichen Markenführung gefordert wurde. In der Konsequenz dessen, was Candidate Profiling für Arbeitgeber und deren Suchstrategien bedeutet, wird sich das Recruiting künftig verändern, um Herausforderungen wie Fachkräftemangel, Digitalisierung, Arbeitswelt 4.0 oder Disruption zu begegnen.